# Phare de Torrox
Le Phare de Torrox est un phare situé dans la ville de Torrox, dans la province de Malaga en Andalousie (Espagne). Il est classé comme Bien d'intérêt culturel espagnol.
Il est géré par l'autorité portuaire du port de Malaga.

## Histoire
Ce phare a été inauguré le 1er mai 1864. C'est une tour cylindrique de 23 m de haut, avec double galerie et lanterne, entourée par la maison des gardiens d'un seul étage. La tour est blanche. Il est érigé sur un promontoire au dessus de la plage de Torrox-Costa, à 4 km au sud de Torrox.
Il a été aménagé pour héberger le Musée Maritime de Torrox.
Identifiant : ARLHS : SPA-219 ; ES-21880 - Amirauté : E0074 - NGA : 4408 .
|          |
| Le phare |

### Lien connexe
- Liste des phares d'Espagne